# Jill Bakken
Jill Bakken (Portland (Oregon), 25 januari 1977) is een Amerikaans voormalig bobsleepiloot. 

## Loopbaan
In 2002 stond het bobsleeën voor het eerst op het programma tijdens de Olympische Winterspelen 2002. Bakken won in eigen land de gouden medaille samen met Vonetta Flowers. In het seizoen 1999-2000 behaalde Bakken de tweede plaats in het klassement van de Wereldbeker bobsleeën. Na haar actieve carrière werd Bakken coach voor de Canadese bobsleeërs.

## Resultaten

### Olympische Winterspelen
| Jaar | Plaats         | Resultaten        |
| ---- | -------------- | ----------------- |
| 2002 | Salt Lake City | in de tweemansbob |

2002: Jill Bakken / Vonetta Flowers ·
2006: Sandra Kiriasis / Anja Schneiderheinze ·
2010: Kaillie Humphries / Heather Moyse ·
2014: Kaillie Humphries / Heather Moyse ·
2018: Mariama Jamanka / Lisa Buckwitz ·
2022: Laura Nolte / Deborah Levi